# Acatlán (Hidalgo)
Acátlan je grad i općina u meksičkoj saveznoj državi Hidalgo.
Nalazi se otprilike 10 kilometara od grada Tulancingo i 147 km od Mexico City-a.
Najvažnija znamenitost je samostan San Miguel koji je sagrađen u šesnaestom stoljeću.